# Susie Lewis
Pour les articles homonymes, voir Lewis.
Susie Lewis Lynn, est une productrice de télévision américaine.
Elle est surtout connue pour avoir créé Daria,,,, et contribué aux séries Beavis et Butt-Head et Sea Rescue (en).
Susie Lewis est également la voix du personnage d'Andrea dans Daria, et y effectue parfois des doublages additionnels.

## Filmographie

### Production
- 1995 : Beavis and Butt-Head
- 1997 - 1999 : Daria
- 2001 : Farmclub.com
- 2002 : Player$
- 2002 : Cinematech
- 2002 : Filter
- 2002 : Cheat! Pringles Gamers Guide
- 2002 : G4tv.com
- 2002 : Blister
- 2002 : Portral
- 2008 : No. 1 Countdown: Rock
- 2009 : Hip Hop Shop
- 2014 - 2017 : Sea Rescue